# Dietrich Franz von Raesfeld
Dietrich Franz von Raesfeld (* 1. September 1528; † im 16. Jahrhundert) war Domherr in Osnabrück, Münster und Paderborn.

## Leben

### Herkunft und Familie
Dietrich Franz von Raesfeld entstammte dem westfälischen Adelsgeschlecht von Raesfeld, aus dem zahlreiche namhafte Persönlichkeiten hervorgegangen sind. Dessen Mitglieder gehörten dem katholischen Glauben an. Er war der Sohn des Arnd von Raesfeld zu Hamern (* 1479, † 1567) und dessen Gemahlin Petronella von Merveldt († 1534). Seine Geschwister waren Bernhard von Raesfeld (Fürstbischof von Münster), die münsterschen Domherren Gottfried, Heinrich, Arnd und Bitter, Johann (* 1509, ⚭ Katharina von dem Berge), Anna (* 1510, Nonne zu Überwasser), Bertra (1512–1548, ⚭ Wilhelm von Büren), Elisabeth (* 1515, Kanonisse in Recklinghausen), Goswin (* 1518, ⚭ Elisabeth von dem Berge, Schwester seiner Schwägerin Katharina), Ludger (* 1526–1503, Drost zu Wolbeck und Sassenberg) und Franz (* 1528, Domherr zu Mainz und Osnabrück).

### Wirken
Dietrich Franz studierte an der Kölner Artistenfakultät und erhielt im Jahre 1559 als Nachfolger des Domherrn Friedrich von Twist eine Dompräbende. Seine Studien setzte er in Paris sowie in Pavia, wo er Rechtswissenschaften studierte, fort. Seine Emanzipation fiel in das Jahr 1562. Dietrich Franz verzichtete im Jahre 1575 auf seine Pfründe. Sein Nachfolger wurde Rotger von Asbeck.